# Edward DeBartolo Jr.
Edward John „Eddie“ DeBartolo Jr. (* 6. November 1946 in Youngstown, Ohio) ist ein US-amerikanischer Unternehmer und ehemaliger Besitzer der San Francisco 49ers.

## Unternehmerische Tätigkeit
DeBartolo übernahm die von seinem Vater, Edward DeBartolo Sr., gegründete DeBartolo Realty Corp. 1996 fusionierte er diese mit Simon Property zur Simon DeBartolo Group. Er besitzt von diesem Unternehmen 5 Prozent und ist damit nach der Simon-Familie der größte individuelle Teilhaber. Er betreibt von Tampa, Florida aus eine Firma, welche in Immobilien investiert. Sein Vermögen wird auf 4 Milliarden US-Dollar geschätzt, wodurch er der 495. reichste Mensch wäre.

## San Francisco 49ers
DeBartolo erwarb 1977 die San Francisco 49ers. Er verpflichtete Bill Walsh als Head Coach, mit dem er begann ein neues Team aufzustellen. DeBartolo wurde bekannt dafür, dass er sich nicht scheute Ausgaben zu tätigen, damit die 49ers möglichst gute Spieler bekamen. Sie verpflichteten unter anderem Joe Montana, Ronnie Lott, Jerry Rice, Charles Haley und Steve Young, welche dazu beitrugen, dass die 49ers in den 1980ern und 1990ern zu einer der stärksten Mannschaften der National Football League (NFL) wurden und in vierzehn Jahren fünfmal den Super Bowl gewannen. DeBartolo war zwischenzeitlich der einzige Besitzer in der Geschichte der NFL, unter dem eine Mannschaft fünf Super Bowls gewann, dieser Rekord wurde in der Zwischenzeit allerdings von Robert Kraft, dem Besitzer der New England Patriots, mit sechs Super Bowls überboten. Von den Fans der 49ers erhielt er den Spitznamen „Eddie D.“ 1998 wurde er schuldig gesprochen, den Gouverneur von Louisiana, Edwin Edwards, bestochen zu haben. Er erhielt dafür eine Geldstrafe von einer Million US-Dollar. Von der NFL wurde er für ein Jahr suspendiert und erhielt zusätzlich eine Geldstrafe von 250.000 US-Dollar. Nach seiner Rückkehr konnte er nicht zu altem Ruhm zurückfinden, weswegen er 2000 die Besitzrechte an den 49ers an seine Schwester Denise DeBartolo York übertrug. Heute befinden sich die 49ers im Besitz seines Neffen Jed York. DeBartolo wurde in die 49ers Hall of Fame, in die Bay Area Hall of Fame und 2016 in die Pro Football Hall of Fame aufgenommen.